# Iglesia de Nuestra Señora de la Asunción (Cereceda)
La iglesia de Nuestra Señora de la Asunción, situada en la localidad de Cereceda, en el término municipal de Pareja (Guadalajara, España), es un edificio de origen románico, cuya época corresponde a los siglos XII y XIII.

## Descripción
El templo presenta una única nave con presbiterio 
sobreelevado recto y ábside 
semicircular con dos capillas laterales adosadas en siglos posteriores en la fachada sur. El presbiterio tiene tres ventanas abocinadas, rodeadas de imposta y enmarcadas por columnas de capiteles foliáceos. La espadaña triangular está situada a los pies de la nave.
En el muro norte, entre contrafuertes, se encuentra una de las portadas, de la que solo se observa una cornisa sobre canecillos y parte de una arquivolta decorada con puntas de diamante, ya que se debió tapiar en la reforma del siglo XVIII.
La fachada sur, con patio porticado cubriendo la portada principal, que fue cortado en las dos reformas del edificio.
La portada principal abocinada cuenta con cuatro arquivoltas decoradas; en el centro se encuentra el tímpano, incompleto en lo que correspondería a la figura central. A ambos lados de esta se conservan figuras, que podrían corresponder a los justos o a los apóstoles, y en la parte superior dos Ángeles enmarcando la figura central.
Las columnas correspondientes a estas arquivoltas tienen capiteles decorados, uno de ellos historiado y el resto con motivos vegetales. Toda la iglesia, a excepción de los cuerpos añadidos y la espadaña, se encuentra recorrida por una cornisa simple de piedra, que descansa sobre canecillos decorados con motivos antropomórficos, zoomórficos, roleos, vegetales y geométricos.